# .ph
.ph е интернет домейн от първо ниво за Филипините. Представен е през 1990. Поддържа се и се администрира от dotPH Domains Inc. Политиката за спорове е процесът на разрешаване на спорове с .PH

## Второ ниво домейни
Управлявани от dotPH
- .com.ph – Бизнес
- .net.ph – интернет ориентирани организации
- .org.ph – Некомерсиални организации
- .mil.ph – Военни
- .ngo.ph – Филипински неправителствени организации
- .i.ph – Домейни за частни лица

Управлявани от DOST
- .gov.ph – Правителствени агенции

Управлявани от PHNET
- .edu.ph – Образователни институтции